# Johann Gottfried Sommer
Johann Gottfried Sommer, vlastním jménem Volte (1782, Leuben, česky Libeň u Drážďan – 12. listopadu 1848, Praha), byl německý topograf a spisovatel.

## Život
Johann Gottfried Sommer byl autodidakt. Živil se jako venkovský učitel, poté své vzdělání doplnil v učitelském semináři v Drážďanech, kde následně také vyučoval. Odtud odešel v roce 1809 do Prahy a začal používat nové příjmení Sommer. Živil se porůznu, především jako domácí učitel a od roku 1818 učil na pražské konzervatoři.
Vědecky se zabýval především studiem geografie a jazyka. Od roku 1823 až do své smrti vydával Taschenbuch zur Verbreitung geographischer Kenntnisse (26 ročníků), vedle toho redigoval Hesperus a Oekonomischen Neuigkeiten. Díky tomu byl vybrán za autora nového statisticko-topografického popisu českého království. Toto jeho životní dílo nazvané Das Königreich Böhmen: Statistisch-topographisch dargestellt vycházelo v letech 1833–1849 a obsahuje šestnáct dílů (první vyšel věnovaný Litoměřickému kraji, poslední, který vyšel posmrtně, byl věnován Berounskému kraji). Dílo obsahuje řadu omylů, jichž se dopustil už jeho předchůdce Schaller, a i Sommer se dopustil nepřesností pro svou relativně malou znalost českých reálií. Pojednání geologická a fyzikální kvalitně zpracoval Franz Xaver Zippe.

## Dílo
- Neuestes wort- und sacherklärendes Verteutschungs-Wörterbuch aller jener aus fremden Sprachen entlehnten Wörter, Ausdrücke und Redensarten, welche die Teutschen bis jetzt, in Schriften und Büchern sowohl als in der Umgangssprache, noch immer für unentbehrlich und unersetzlich gehalten haben. Ein Handbuch für Geschäftsmänner, Zeitungsleser und alle gebildete Menschen überhaupt, J. G. Calveʼsche Buchhandlung, Prag 1814.
- Gemälde der physischen Welt, 6 Bde, Prag 1819–1830.
- Taschenbuch zur Verbreitung geographischer Kenntnisse. Eine Uebersicht des Neuesten und Wissenswürdigsten im Gebiete der gesammten Länder- und Völkerkunde. Zugleich als fortlaufende Ergänzung zu Zimmermanns Taschenbuch der Reisen. J. G. Calveʼsche Buchhandlung, 26 Bde, Prag 1823–1848 (Hsg.).[3][4][5]
- Neuestes Gemälde von Asien, Prag 1829–1830.
- Neuestes Gemälde von Amerika, Prag 1831.
- Aus der Bibliothek meines Urgroßvaters Carl Ritter von Taschek. Das Königreich Böhmen. Statistisch-topographisch dargestellt, J. G. Calveʼsche Buchhandlung, Prag.
  - Bd. 1 Leitmeritzer Kreis, 1833[6] (Litoměřický kraj).
  - Bd. 2 Bunzlauer Kreis, 1834[7] (Boleslavský kraj).
  - Bd. 3 Bidschower Kreis, 1835[8] (Bydžovský kraj).
  - Bd. 4 Königgrätzer Kreis, 1836[9] (Hradecký kraj).
  - Bd. 5 Chrudimer Kreis, 1837[10] (Chrudimský kraj).
  - Bd. 6 Pilsner Kreis, 1838[11] (Plzeňský kraj).
  - Bd. 7 Klattauer Kreis, 1839[12] (Klatovský kraj).
  - Bd. 8 Prachiner Kreis, 1840[13] (Prácheňský kraj).
  - Bd. 9 Budweiser Kreis, 1841[14] (Budějovický kraj).
  - Bd. 10 Taborer Kreis, 1842[15] (Táborský kraj).
  - Bd. 11 Časlauer Kreis, 1843[16] (Čáslavský kraj).
  - Bd. 12 Kauřimer Kreis, 1844[17] (Kouřimský kraj).
  - Bd. 13 Rakonitzer Kreis, 1845[18] (Rakovnický kraj).
  - Bd. 14 Saazer Kreis, 1846[19] (Žatecký kraj).
  - Bd. 15 Elbogner Kreis, 1847[20] (Loketský kraj).
  - Bd. 16 Berauner Kreis, 1849[21] (Berounský kraj).
  - Indexband
- Lehrbuch der Erd- und Staatenkunde, 3 díly, 1835–1842.
- Führer durch Teplitz, 1842.